# Pomník Nigdy więcej wojny (Augustov)
Pomník Nigdy więcej wojny, polsky také Pomnik poległych w II wojnie światowej, anglicky No More War Monument a česky pomník Nikdy více válku, se nachází na ostrově vodního kanálu Kanał Bystry u jezu a mostu řeky Netta ve městě Augustov v okrese Augustov v Podleském vojvodství v severovýchodním Polsku.

## Galerie

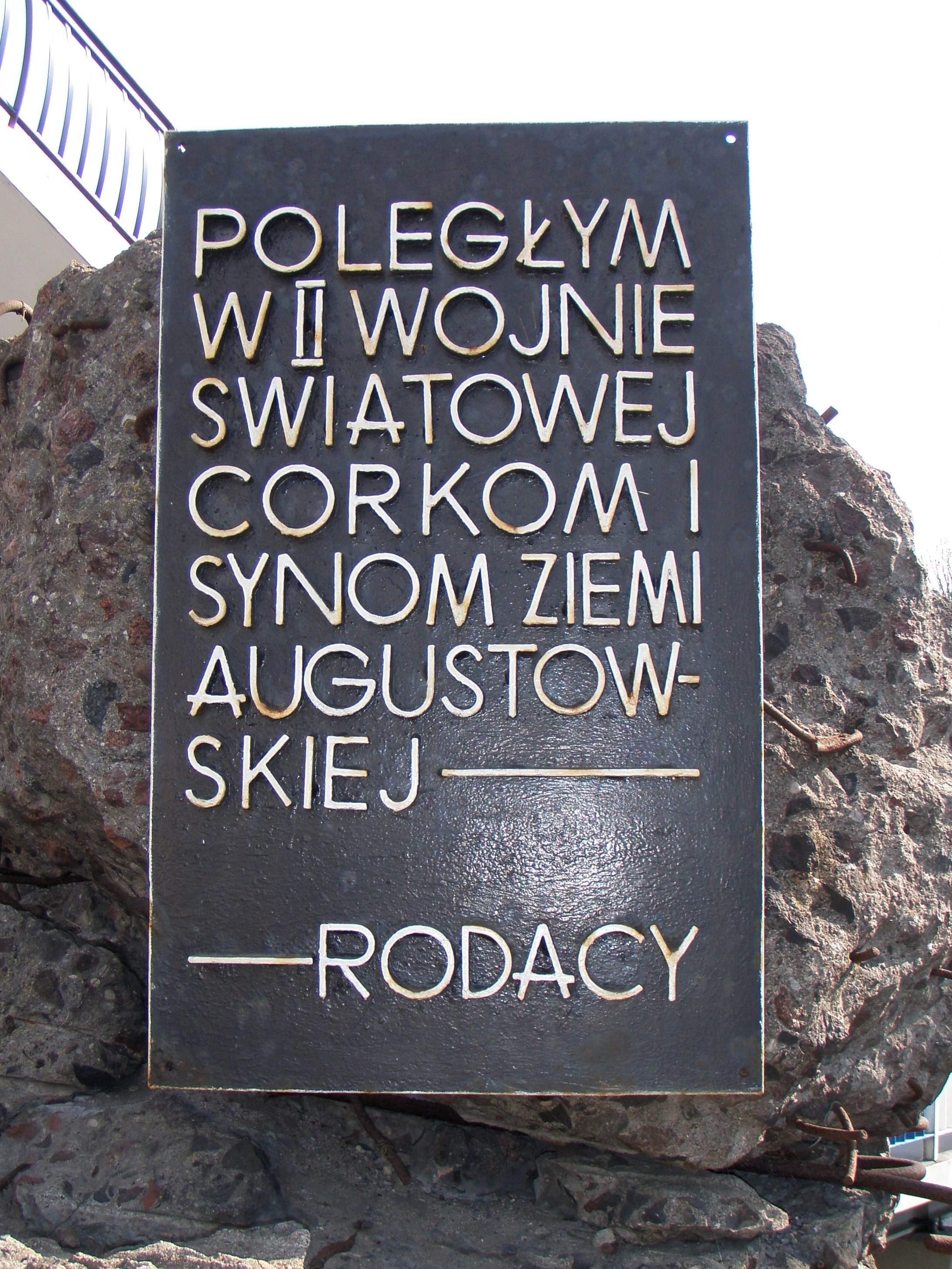
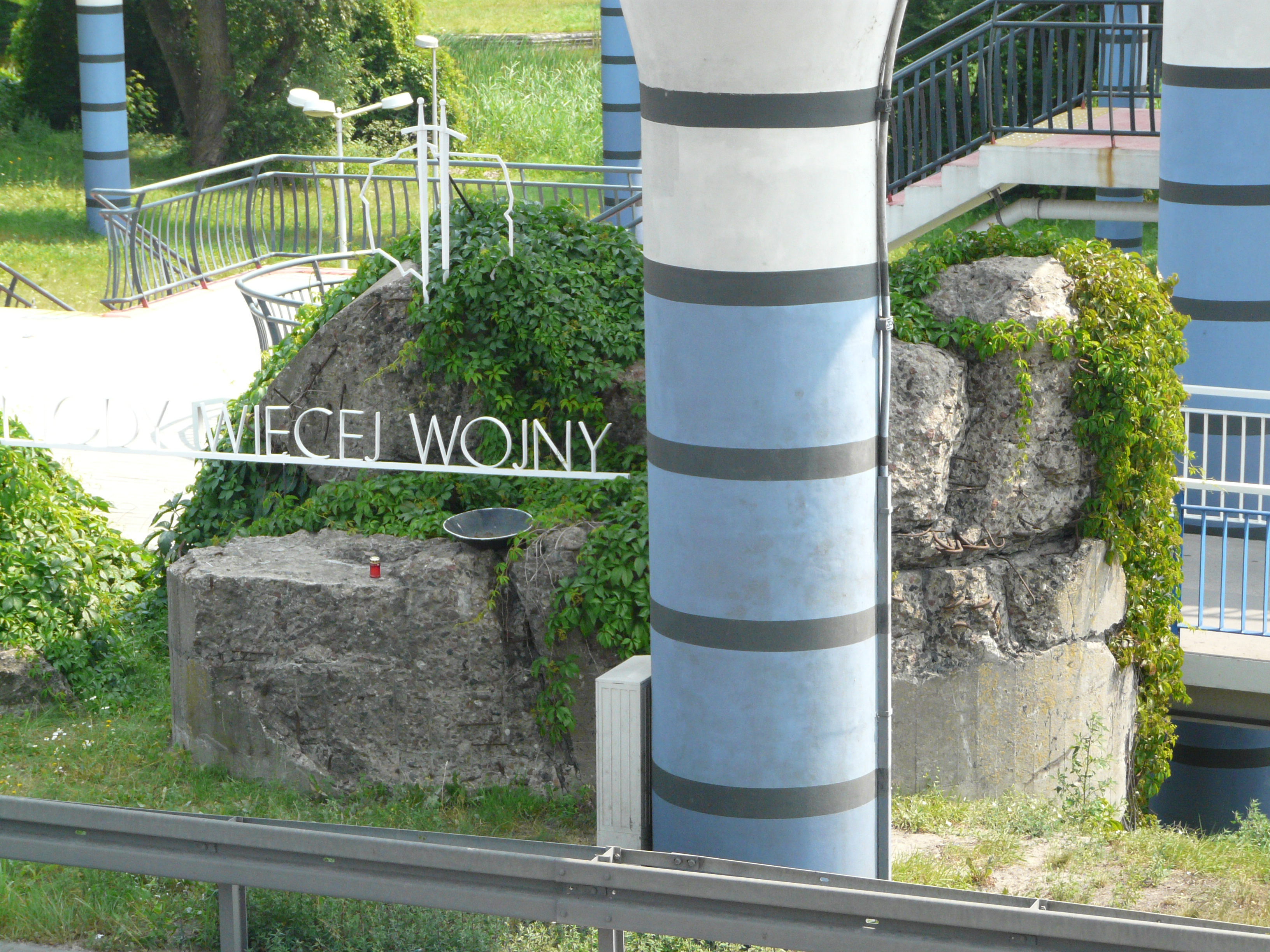

## Další informace
Pomník Nigdy więcej wojny byl postaven v roce 1969 na ruinách těžkého polského železobetonového bunkru z roku 1939. Bunkr nikdy nebl poižitý v boji. Němečtí vojáci vyhodili bunk do povětří v roce 1944. Pomník je pietním místem úctění padlých Augustovských občanů ve druhé světové válce. Na troskách bunkru jsou Grunwaldské kříže a také jsou umístěny nápisy:
| „ | Nigdy więcej wojny | “ |

| „ | Poległym w II wojnie światowej córkom i synom Ziemi Augustowskiej – Rodacy | “ |